# Nowy dramat ukraiński
Nowy dramat ukraiński – nurt we współczesnej dramaturgii ukraińskiej, tworzony przez dramaturgów, reżyserów i kuratorów teatralnych średniego i najmłodszego pokolenia. Początki nowego dramatu ukraińskiego jako formacji literackiej, kulturowej i intelektualnej, sięgają 2010 roku i pierwszej edycji festiwalu Drama.UA we Lwowie. Kilka miesięcy później, w roku 2011 powstał kolejny festiwal Tydzień Sztuki Aktualnej w Kijowie. Aktywizacja ówczesnego środowiska młodych ukraińskich twórców teatralnych przygotowała grunt pod nową literaturę dramatyczną, która zaczęła intensywnie rozwijać się podczas wybuchu protestów społecznych zwanych Euromajdanem. Najważniejszymi przedstawicielami tego nurtu są: Natalia Worożbyt, Pawło Arje Szaszko Brama, Den Gumenny, Natalia Błok, Tetiana Kycenko, Dima Łewycki, Olga Maciupa.